# Jože Javoršek
Jože Javoršek, pseudonimo di Jože Brejc (Velike Lašče, 20 ottobre 1920 – Lubiana, 2 settembre 1990), è stato uno scrittore sloveno.
Esordì con la raccolta Lirica partigiana nel 1947. Le opere successive sono drammi incentrati sulla figura dell'artista (es. La voce umana, 1981).